# Comté de Haywood (Caroline du Nord)
Pour les articles homonymes, voir Comté de Haywood.
Le comté de Haywood est un comté de la Caroline du Nord.

## Histoire
Le comté a été créé en 1808 depuis la partie occidentale du comté de Buncombe. Il a été nommé en l'honneur de John Haywood (en) qui fut le trésorier de l'État pendant 40 ans.

## Communautés

### Towns
- 1 Canton
- 2 Clyde
- 3 Maggie Valley
- 4 Waynesville (siège)

### Census-designated places
- 5 Lake Junaluska
- 6 West Canton

### Communautés non incorporées
- Cruso
- Saunook

## Démographie
| 1810  | 1820  | 1830  | 1840  | 1850  | 1860  |
| ----- | ----- | ----- | ----- | ----- | ----- |
| 2 780 | 4 073 | 4 578 | 4 975 | 7 074 | 5 801 |

| 1870  | 1880   | 1890   | 1900   | 1910   | 1920   |
| ----- | ------ | ------ | ------ | ------ | ------ |
| 7 921 | 10 271 | 13 346 | 16 222 | 21 020 | 23 496 |

| 1930   | 1940   | 1950   | 1960   | 1970   | 1980   |
| ------ | ------ | ------ | ------ | ------ | ------ |
| 28 273 | 34 804 | 37 631 | 39 711 | 41 710 | 46 495 |

| 1990   | 2000   | 2010   | - | - | - |
| ------ | ------ | ------ | - | - | - |
| 46 942 | 54 033 | 59 036 | - | - | - |